# HD 47186 c
HD 47186 هو كوكب خارج المجموعة الشمسية يقع على مسافة حوالي 123 سنة ضوئية في كوكبة الكلب الأكبر، وهو يدور حول النجم HD 47186 وله أدنى كتلة 0.35061 مرة تلك التي للمشتري أو 1.1712 تلك التي لزحل. وهو يستغرق 1353.6 يوم أو 3.7059 سنة ليدور حول نجمه في انحراف مماثل لپلوتو، وهو يدور حول نجمه تقريبًا على نفس المسافة التي يدور فيها الكويكب 4 ڤيستا حول الشمس.